# Diecéze Antverpy
Diecéze Antverpy (latinsky Dioecesis Antverpiensis) je římskokatolická diecéze na území Belgie se sídlem v Antverpách, která je sufragánní vůči arcidiecézi mechelensko-bruselské. Pod její teritoriální jurisdikcí se nachází takřka cele belgická provincie Antverpy.

## Historie
V 16. století, v době pronikání protestantské reformy, církevní organizace španělského Nizozemí doznala radikální změnu. Papež Pavel IV. v roce 1559 zřídil 14 nových diecézí začleněných spolu se čtyřmi již existujícími do tří církevních provincií (Mechelen, Cambrais a Utrecht), mezi nimi i diecézi v Antverpách, která se stala sufragánní vůči arcidiecézi mechelenské. V roce 1561 papež Pius IV. přesně definoval hranice diecéze, její rozdělení na děkanáty a farnosti.  V důsledku konkordátu s Napoleonem byla v roce 1801 antverpská diecéze zrušena a její  teritorium začleněno do arcidiecézi mechelenské. V roce 1961 papež Jan XXIII. rozhodl o obnově diecéze v Antverpách.